# Aceite de cáñamo

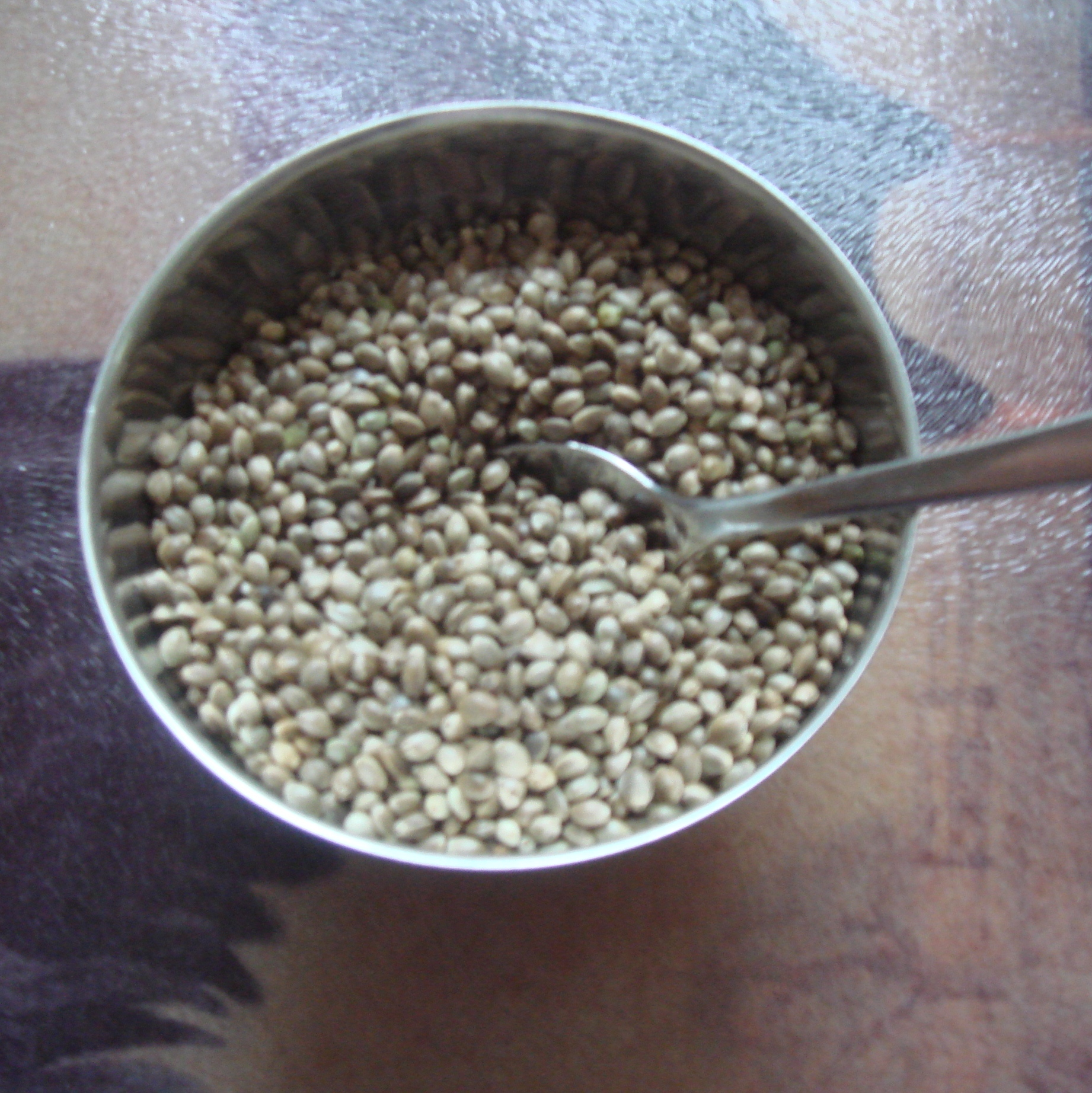
Semillas de cáñamo

El óleo de semillas de cáñamo se obtiene por el prensado en frío de las semillas del cáñamo de las variedades de Cannabis sativa sin cantidades significativas de la droga psicoactiva THC.
De los brotes y las hojas de la planta de cannabis se hacen, por extracción con solventes, los productos que en inglés se conocen como hash oil y honey oil que tienen alta proporción de THC y no se tienen que confundir con el óleo de las semillas de cáñamo. Es amarillo verdoso cuando es reciente, amarilleando más con el paso del tiempo. Su olor es irritante y su sabor agradable cuando se ha preparado con cuidado.
El óleo de cáñamo sin refinar es de color oscuro a verde claro, con un agradable gusto de nueces. Tiene una temperatura donde empieza a humear relativamente baja y por eso no es adecuado para freír.
El aceite de cáñamo se diferencia del aceite de cannabis. El primero se produce a partir de las semillas de la planta mientras que el segundo a partir de las flores.

## Uso medicinal
Se han hecho muchos estudios científicos que han analizado a profundidad los beneficios del aceite de cáñamo para la salud debido a su alto contenido en cannabinoide. Este es un compuesto orgánico que activa los receptores cannabinoides del cuerpo, que también es utilizado con el fin de aliviar la náusea, la ansiedad, la inflamación y las convulsiones e, incluso, inhibir el crecimiento de las células cancerígenas.
En el año 2014, un grupo de investigadores de la Universidad de Sevilla publicó un artículo científico, donde menciona cómo los componentes del aceite de las semillas de cáñamo eran altamente beneficiosas para el organismo. Esto se debe en parte a que cuenta con ácidos grasos poliinsaturados, como el omega-3. Asimismo, tiene compuestos fenólicos, alcoholes grasos, y esteroles, entre otros. Por todo ello, los autores de esta investigación exponen cómo este aceite puede ser muy útil para prevenir e incluso tratar la fibromialgia.
Se debe mencionar que este aceite no debe ser utilizado para frituras, ya que, durante este proceso, se destruyen los ácidos grasos al superarse la temperaturas de 165 °C (grados Celsius).

## Potenciales beneficios del aceite de cáñamo

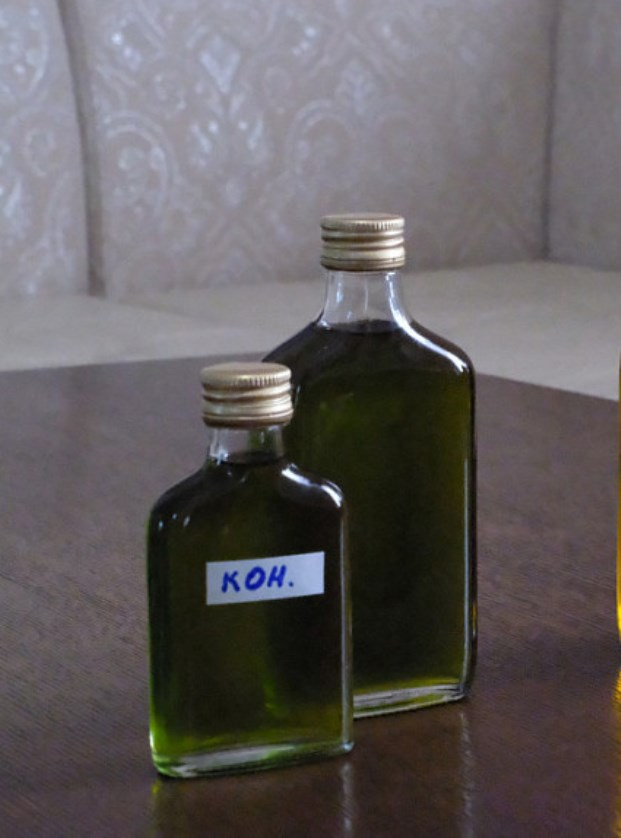
Un lote experimental de aceite de cáñamo producido en Buriatia en botellas

Lo primero que hay que destacar es que el aceite de cáñamo es un producto absolutamente natural, en total consonancia con la corriente de vida saludable que se está asentando en la sociedad actual. Incluso, el Comité de Expertos en Farmacodependencia de la OMS (Organización Mundial de la Salud) emitió un informe favorable sobre él, en el que afirma que no presenta peligros para la salud ni tiene componentes adictivos.
En resumen, los principales beneficios del aceite de cáñamo son los siguientes:
- Tiene un efecto calmante, así que es una alternativa interesante frente a los analgésicos convencionales para combatir el dolor crónico.
- Es antiinflamatorio, por lo que resulta especialmente efectivo para personas con reuma, artritis y dolencias similares.
- Reduce drásticamente el acné, una de las aplicaciones más sorprendes e interesantes del aceite CBD. Se ha comprobado que consigue que la producción de grasa de las glándulas sebáceas sea mínima, además de rebajar la inflamación de la piel. Como resultado, el acné y sus secuelas desaparecen casi por completo.
- Contribuye a eliminar la sensación de náuseas y los vómitos, además de facilitar, de forma general, el funcionamiento del aparato digestivo.
- Es un excelente aliado para combatir el insomnio o mejorar la calidad del sueño.
- Sus propiedades relajantes son muy valiosas para afrontar crisis de ansiedad, estrés o depresión.

También hay estudios que se enfocan en el tratamiento del dolor crónico con aceite de cáñamo o CBD.

## ¿Existen contraindicaciones del aceite CBD?
Para entender cómo funciona aceite CBD, conviene recordar que la CBD, aunque proviene de la planta de cannabis, tiene la peculiaridad de estar libre de THC (tetrahidrocannabinol), la sustancia que provoca efectos psicoactivos en la mente. Por lo tanto, cuando se toma aceite de CBD de cannabis sin THC, no se puede esperar notar nada parecido a un subidón, ni cualquier otra sensación de alteración del sistema de percepción. Tampoco genera adicción alguna.
Si bien no existen contraindicaciones absolutas demostradas, el consumo de aceites de CBD no se recomienda en Mujeres embarazadas. – Mujeres en estado de lactancia. – Niños menores de 15 años

## Uso industrial
En aplicaciones industriales, el óleo de cáñamo se usa en lubricantes, tintas, combustibles y plásticos. También sirve como materia prima para la fabricación de pintura y para la elaboración de jabones negros.
Actualmente, se estudia su uso como biocombustible. Hay un gran número de organizaciones interesadas en su promoción que no tienen conexión con el narcotráfico.